# محمد بانغورا
محمد بانغورا (بالإنجليزية: Mohamed Bangura)‏ (مواليد 1959) هو ملاكم سيراليوني، مثّل بلاده في الألعاب الأولمبية الصيفية 1980.

## روابط خارجية
محمد بانغورا على موقع أوليمبيديا (الإنجليزية)